# Olin Chaddock Wilson
Olin Chaddock Wilson (San Francisco, 13 de enero de 1909 – West Lafayette, 13 de julio de 1994) fue un astrónomo estadounidense conocido sobre todo por su trabajo como espectroscopista estelar.

## Biografía
Nacido en San Francisco (California) e hijo de un abogado, Wilson mostró interés por la física desde muy joven. Estudió astronomía y física en la Universidad de California en Berkeley y escribió su primer artículo científico en 1932 sobre la velocidad de la luz. Se doctoró en el Instituto de Tecnología de California en 1934.
Wilson trabajó en el Observatorio del Monte Wilson durante la mayor parte de su carrera investigadora, dedicada al estudio de las cromosferas estelares. Fue el primer científico en descubrir ciclos de actividad, similares al ciclo de 11 años de las manchas solares, en otras estrellas. En 1957 demostró, en colaboración con el astrónomo indio Vainu Bappu, que existía una correlación entre la anchura de las líneas de Ca II en los espectros estelares y la luminosidad de la estrella, el denominado efecto Wilson-Bappu.
En 1960 fue elegido miembro de la Academia Nacional de Ciencias. En 1977 recibió el Premio Henry Norris Russell y en 1984 la Medalla Bruce.
En 2007 se le dio su nombre al asteroide (12138) Olinwilson.

## Publicaciones
- Wilson, O. C.; Vainu Bappu, M. K. (mayo de 1957). «H and K Emission in Late-Type Stars: Dependence of Line Width on Luminosity and Related Topics». The Astrophysical Journal (en inglés) 125: 661-683. doi:10.1086/146339.